# 矢澤賴綱
矢澤賴綱（日语：／ Yazawa Yoritsuna，1518年—1597年6月21日）是日本戰國時代武將，又稱矢澤綱賴（日语：／ Yazawa Tsunayori）。

## 生涯
賴綱是真田賴昌三子，通稱源之助，是真田幸隆之弟。矢澤氏是支配矢澤郷（現上田市殿城町矢澤）的地侍，緊鄰於真田氏的出身地小縣郡真田鄉（同上田市），身為諏訪氏一族的矢澤氏過去與真田氏處於敵對關係，後來賴綱成為矢澤氏養子才平息。
賴綱在年少時便出家，成為京都鞍馬的僧人，但是不久後便回到信濃還俗，以信濃先方眾的身份跟隨兄長幸隆，出仕於武田信玄。
另一方面，天文10年（1541年）5月海野平之戰爆發，賴綱、幸隆與海野氏一同作戰但敗北，後來在諏訪氏斡旋下臣服於武田信虎，但是並非以真田家家臣的身份，而是獨立的小領主來服從於甲斐武田氏。
其後，賴綱繼續跟隨幸隆以及後來繼承的侄子真田信綱，在永祿6年（1563年）9月進攻上野岩櫃城時立下戰功，及後賴綱活躍於平定吾妻郡，並且一度擔任岩櫃城代。
天正3年（1575年）5月，信綱在長篠之戰中死去後，賴綱跟隨於繼承家督之位的真田昌幸。由於昌幸主要在甲府處理事務，經營吾妻郡和進攻沼田氏等便交由賴綱負責。天正8年（1580年）5月，賴綱攻佔沼田城，憑此功被任命為沼田城代。
天正10年（1582年）3月，織田信長發動甲州征伐將武田氏消滅，賴綱便成為獨立勢力真田家的家臣，昌幸也曾數次寫信給賴綱下達命令。天正11年（1583年）6月17日，賴綱獲賞賜沼田領200貫文的領地。其後，賴綱長期與後北條氏對抗，天正13年（1585年）3月14日，由於守衛沼田城有功，獲賞賜海野領1000貫文領地，同年北條氏直的叔父北條氏邦響應德川家康發動的上田合戰，出兵進攻沼田，但是遭到賴綱擊退。
賴綱在天正13年（1585年）的書信上與嫡子矢澤賴康連署後，幾乎沒有紀錄賴說明賴綱其後的動向，可見賴康在這段期間接替了其父的事務。慶長2年（1597年）5月7日，賴綱死去，享年80歲。矢澤家在真田氏家臣中地位最高，子孫直至明治時代為止均維持松代藩的筆頭家老格，領取2,000石知行，下轄的同心達40人。

## 個人
賴綱在長篠之戰爆發前的3月，曾經將鄉內10貫文領地贈予菩提所矢澤的良泉寺。

### 註解
1. ↑  《良泉寺文書》